# Associated Independent Recording

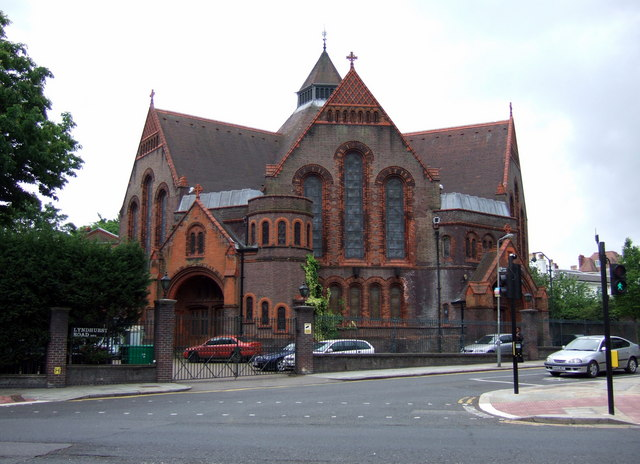
O AIR Lyndhurst Hall em 2007.

Associated Independent Recording (em português Associação de Gravação Independente) é uma gravadora independente, foi fundada em Londres no ano de 1965 pelo produtor dos Beatles George Martin e seu parceiro John Burgess após sua saída da EMI.
Desde 1965 a AIR operou suas próprias instalações profissionais de gravação. Chegou a ter estúdios na ilha de Montserrat, no Caribe, até 1989.